# Три Копцы (Житомирская область)
Три Копцы (укр. Три Копці) — село на Украине, находится в Коростышевском районе Житомирской области.
Население по переписи 2001 года составляет 55 человек. Почтовый индекс — 12535. Телефонный код — 4130. Занимает площадь 0,279 км².
До 2010 года называлось Трикопцы (укр. Трикопці). Переименовано решением Житомирского областного совета от 18 марта 2010 года № 1062 «О внесении изменений в административно-территориальное устройство Житомирской области». Верховной радой уточнение пока не утверждено.

## Адрес местного совета
12535, Житомирская область, Коростышевский р-н, с. Шахворостовка, тел. 76-2-32.